# Joachim von Berfelt
Joachim von Berfelt, död 1619, var en svensk militär.

## Biografi
Joachim von Berfelt var son till sachsiska adelsmannen och skeppskaptenen Johan Bernfelt. von Berfelt blev 29 november 1602 rikstygmästare i Sverige. Han nämns 1605 i Stockholms stads tänkebok, då han köpte ett stenhus vid Stortorget. von Berfelt avled 1619 och begravdes i Fresta kyrka, där hans vapensköld och gravsten sattes upp.

### Egendom
von Berfelt ägde Skällnora i Fresta socken, med vilken kungsgård han blev förlänad 15 juli 1603.

### Familj
von Berfelt var gift med Rebecka von Brandenstein (död 1615). De fick tillsammans sonen överstelöjtnanten Bernhard Albrekt Bärfelt (död 1678).